# Легенда о Брюсе Ли
«Легенда о Брюсе Ли» (кит. 李小龍傳奇, англ. Bruce Lee - True Story / Bruce Lee: the Man, the Myth) — художественный фильм с участием Хо Чунтоу, срежиссированный Ын Сиюнем. Байопик о Брюсе Ли. Премьера картины в Гонконге состоялась 28 октября 1976 года. Кинолента имеет ряд альтернативных названий, среди которых «Брюс Ли — человек-легенда. История его жизни».

## Сюжет
Брюс Ли, чьё настоящее имя Ли Чжэньфань, приезжает в США на обучение в 1958 году. В то же время он изучает китайское кунг-фу и становится знаменитым после создания нового «метода» искусств Джиткундо. Ли приглашают принять участие в сериалах «Зелёный Шершень» и «Лонгстрит». Узнав, что китайцам проблематично пробиться в западном кинобизнесе, и пожелав предать китайским кинофильмам международное значение, Брюс Ли возвращается в Гонконг в 1970 году. Там он исполняет роли в нескольких фильмах, таких как «Кулак ярости», которые делают из него звезду мирового масштаба. Тем не менее, из-за своей славы Брюс вынужден часто подтверждать свои боевые навыки, где бы он ни находился. Все его соперники проигрывают и выражают ему своё уважение. Ли продолжает практиковать кунг-фу и создаёт новый стиль боевых искусств. 20 июля 1973 года Брюс Ли скоропостижно умирает в доме актрисы. Это событие шокирует весь мир. Размышления о смерти Брюса Ли всё ещё продолжаются.

## Исполнители ролей
| Актёр        | Персонаж                                          |
| ------------ | ------------------------------------------------- |
| Хо Чунтоу    | Брюс Ли                                           |
| Юникорн Чань | Юникорн Чань                                      |
| Сам Чхимпо   | друг Брюса в Сан-Франциско                        |
| Ип Чёнь      | Ип Ман                                            |
| Чиу Чилин    | г-н Чань                                          |
| Чун Чханьчи  | Фун Пинъю                                         |
| Алан Чхёй    | один из учеников Брюса                            |
| Лян Шаосун   | «мастер», избитый Брюсом на улице                 |
| Марс         | Чарли                                             |
| Фун Хакъон   | вызывает Брюса на бой на съёмках «Выхода дракона» |
| Фан Юань     | предсказатель                                     |
| Линда Херст  | Линда Ли                                          |
| Дэвид Чау    | Мураяки                                           |

## Съёмочная группа
- Кинокомпания: The Eternal Film (H.K.) Co.
- Продюсер: Пау Мин
- Режиссёр и сценарист: Ын Сиюнь
- Ассистенты режиссёра: Норман Ло, Тхун Лоу, Хо Тхиньсин
- Постановщик боевых сцен: Лян Шаосун
- Режиссёр монтажа: Сун Мин, Пхунь Хун
- Художник-постановщик: Джонатан Тин
- Оператор: Уильям Чён
- Композитор: Чау Фуклён

## Места съёмок
Съёмки фильма имели международный масштаб. Съёмочные локации располагались в США, Гонконге, Италии и Таиланде.

## Реакция
Сайт журнала Time Out пишет резко негативный отзыв: 
Необычайно лишённая воображения и эксплуататорская биография. А вы стали бы доверять фильму, начинающемуся с уличной сцены семидесятых с подписью «Гонконг 1958»?
 Ресурс HKCinema.ru благосклонно пишет о картине. Рецензент указывает на «кучу выдуманных поединков» и отсутствие фактов о личной жизни Ли в фильме. Однако, по мнению критика, благодаря «умелой режиссуре» и «поистине первоклассному экшену» на удовольствие от просмотра упомянутые недостатки не влияют.
Бей Логан пишет, что кинокартина была «несомненно лучшим фильмом с „двойником“ Маленького Дракона, сделанным после реальной смерти Брюса».